# Papilio constantinus
Espèce
Statut de conservation UICN

LC : Préoccupation mineure
Papilio constantinus est une espèce de lépidoptères (papillons) de la famille des Papilionidae. Cette espèce est présente en Afrique subsaharienne, en Afrique centrale, de l'est et australe.

## Description

### Imago
Les mâle ont une envergure de 70–90 mm et les femelles une envergure de 80-95 mm. La femelle est un plus grande que le mâle en moyenne mais le dimorphisme sexuel reste faible. 
À l'avers les ailes sont d'une couleur marron assez terne. Les ailes antérieures sont plus claires à la base, elles portent une bande blanche ou crème morcelée, une macule de même couleur dans la cellule, quelques macules à l'apex et une série de petites macules submarginales. Les ailes postérieures ont des queues en forme de spatules. Elles sont plus claires à la base et portent une bande blanche ou crème et une série de macules submarginales de même couleur.
Au revers les motifs sont similaires mais les ailes sont plus claires. Les parties marron sont estompées mais les veines restent marron foncé et il y a quelques lignes marron foncé dans les espaces intraveineux et dans la cellule des ailes antérieures. Les ailes postérieures portent une point orange dans l'angle anal. 

Le corps est de couleur crème en dessous, avec des lignes noires sur l'abdomen, et marron foncé au-dessus.

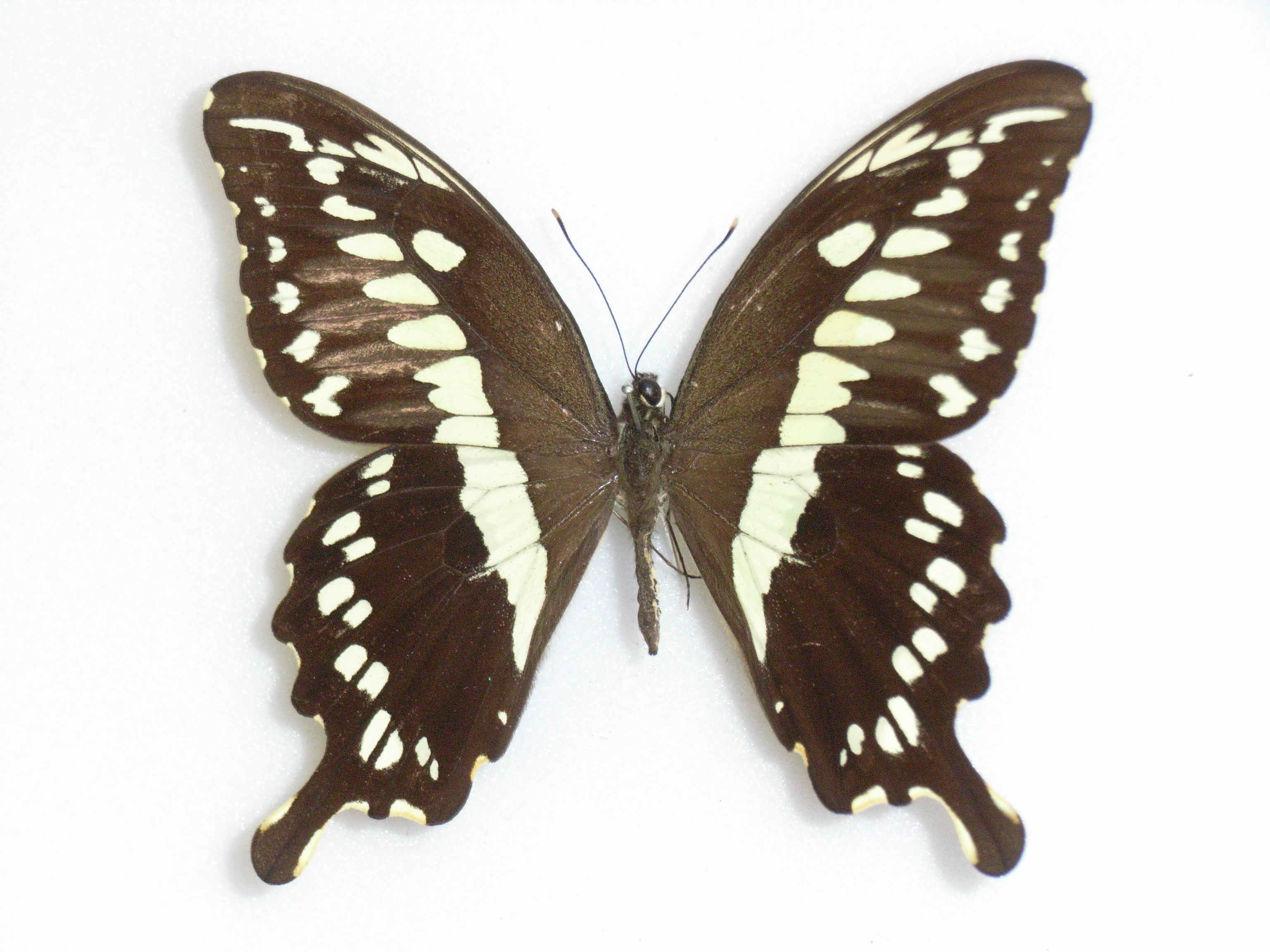
Papilio constantinus
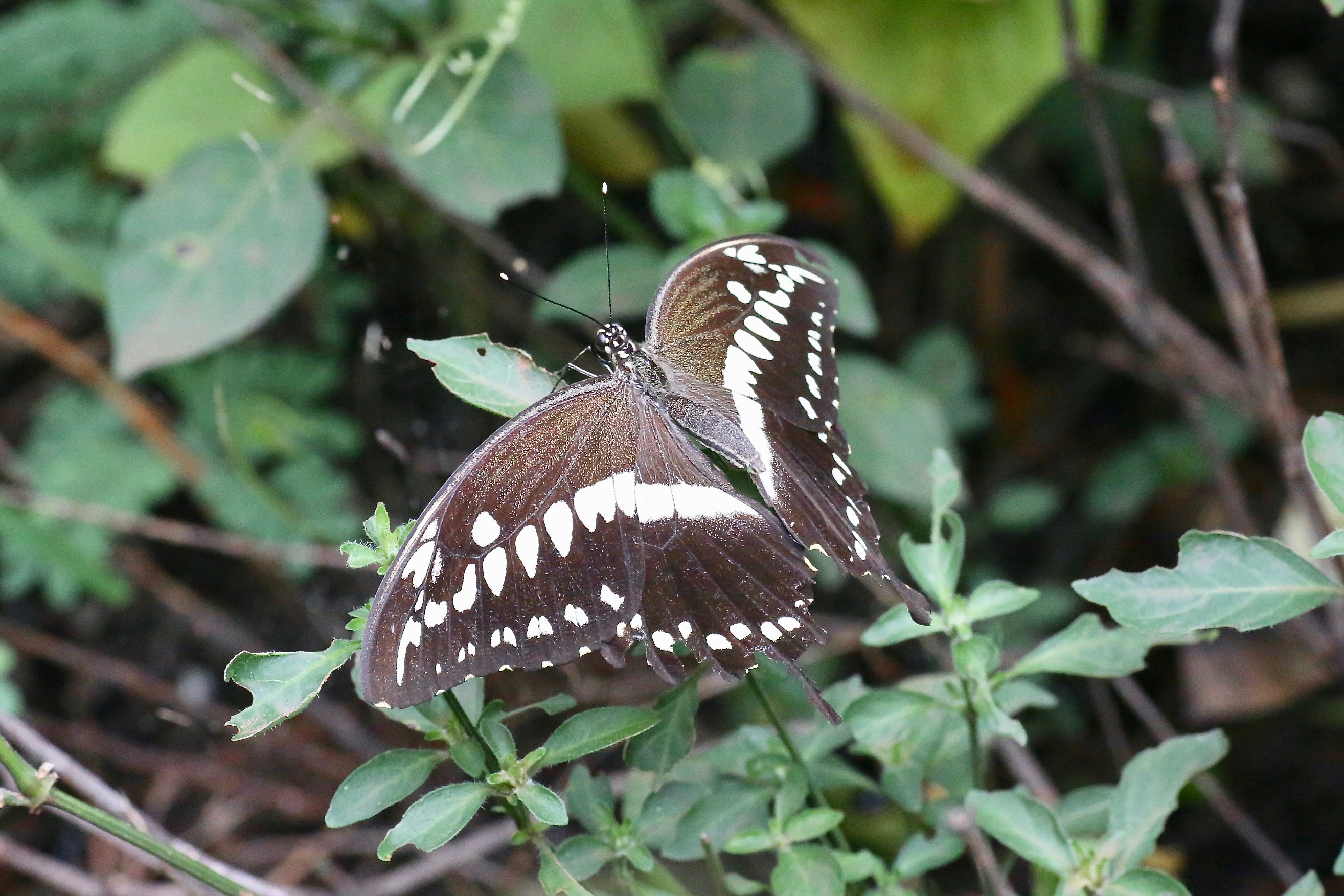
Papilio constantinus dans son milieu naturel

### Juvéniles
Les œufs sont sphériques et jaune pâle. Ils mesurent environ 1,2 mm de diamètre. Si l'œuf est fertile un point marron apparaît sur le dessus ainsi que deux anneaux inégaux. 
Les chenilles de la sous-espèce constantinus mesurent 3 mm de long lors de l'éclosion. Elles sont marron, jaunes et orangées et portent des épines barbelées à l'avant et à l'arrière du corps. La partie thoracique est élargie.  Ce stade dure 4 jours. Le 2ème stade prend une couleur verdâtre et des points bleu ciel apparaissent sur le dessus du corps. Ce stade dure également 4 jours. Le 3ème stade est luisant, vert avec des marques blanchâtres. Ce stade dure également 4 jours. Le 4ème stade est similaire et dure 5 jours. Le 5ème stade est vert avec quelques marques blanches, une paire de cornes jaunâtre à l'avant du corps et une autre paire à l'arrière. Il dure 7 jours et la chenille atteint 33 mm de long. 
La chrysalide est attachée à son support par son crémaster et maintenue tête en haut par une ceinture de soie. Elle est verte et très arquée ce qui lui permet d'imiter une feuille, et porte une paire de corne sur la tête.

## Écologie
La femelle pond ses œufs isolément sur la plante hôte. Cette espèce utilise comme plante-hôte des plantes de la famille des Rutacées. Les plantes hôtes identifiées sont : Teclea gerrardii, Teclea trifoliatum et d'autres espèces de Teclea, Vepris glomerata, Vepris lanceolata, Vepris nobilis, Vepris reflexa et les espèces du genre Citrus. L'espèce utiliserait aussi Clausena anisata selon certains auteurs mais cette information semble douteuse.
Les œufs éclosent au bout de quatre jours. Les chenilles se nourrissent des feuilles de la plante-hôte. Comme toutes les espèces de Papilionides elles portent derrière la tête un osmeterium, organe fourchu qu'elles déploient pour faire fuir les prédateurs.  Elles passent par cinq stades et se changent en chrysalide au bout de 24 jours environ. La chrysalide est attachée à son support par son crémaster et maintenue tête en haut par une ceinture de soie. 
Les adultes sont présents de septembre à avril et atteignent leur pic d'abondance entre décembre et mars.

Les adultes se nourrissent principalement du nectar des fleurs et volent assez bas. Les mâles boivent aussi dans des mares de boue. Ils ne sont pas territoriaux  et volent au hasard dans les sous-bois et le long des routes forestières à la recherche de fleurs et de femelles. Les femelles restent généralement dans les sous-bois.

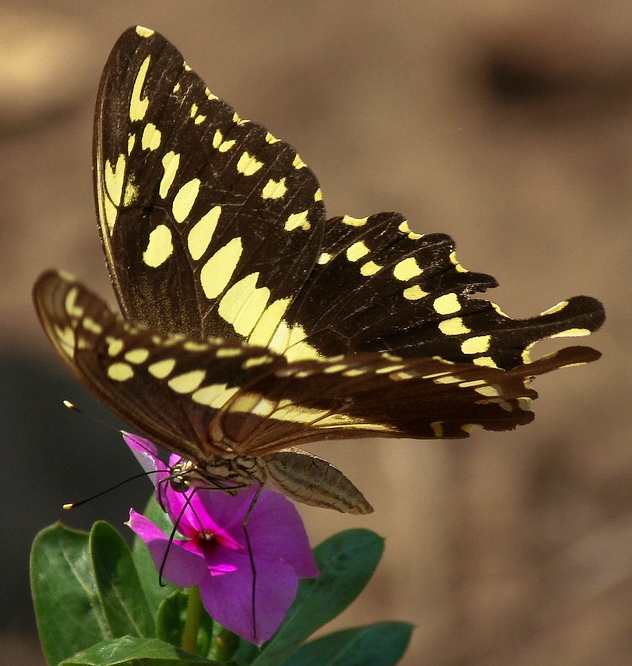
Papilio constantinus se nourrissant de nectar
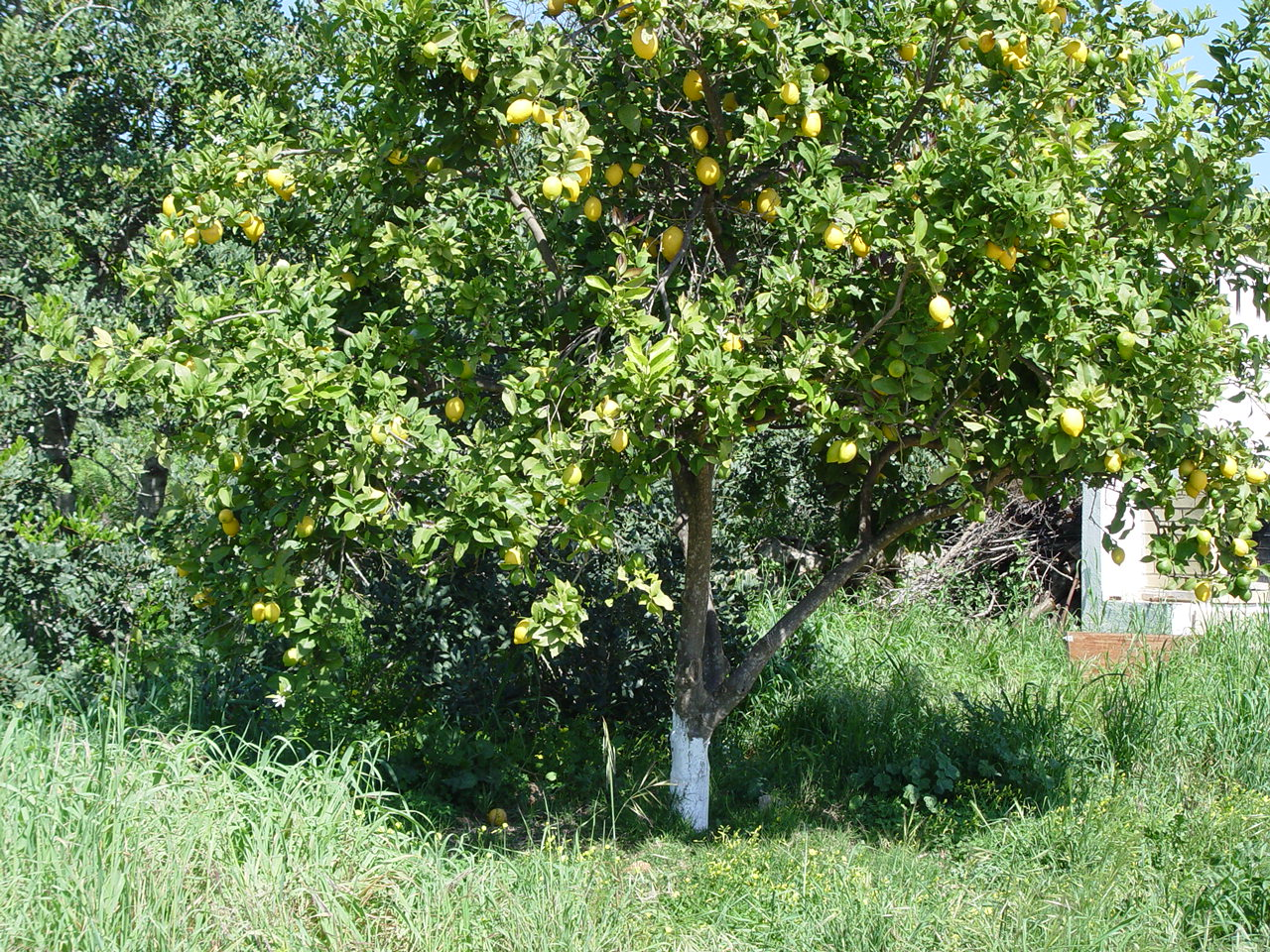
Citronnier (Citrus limon), plante-hôte
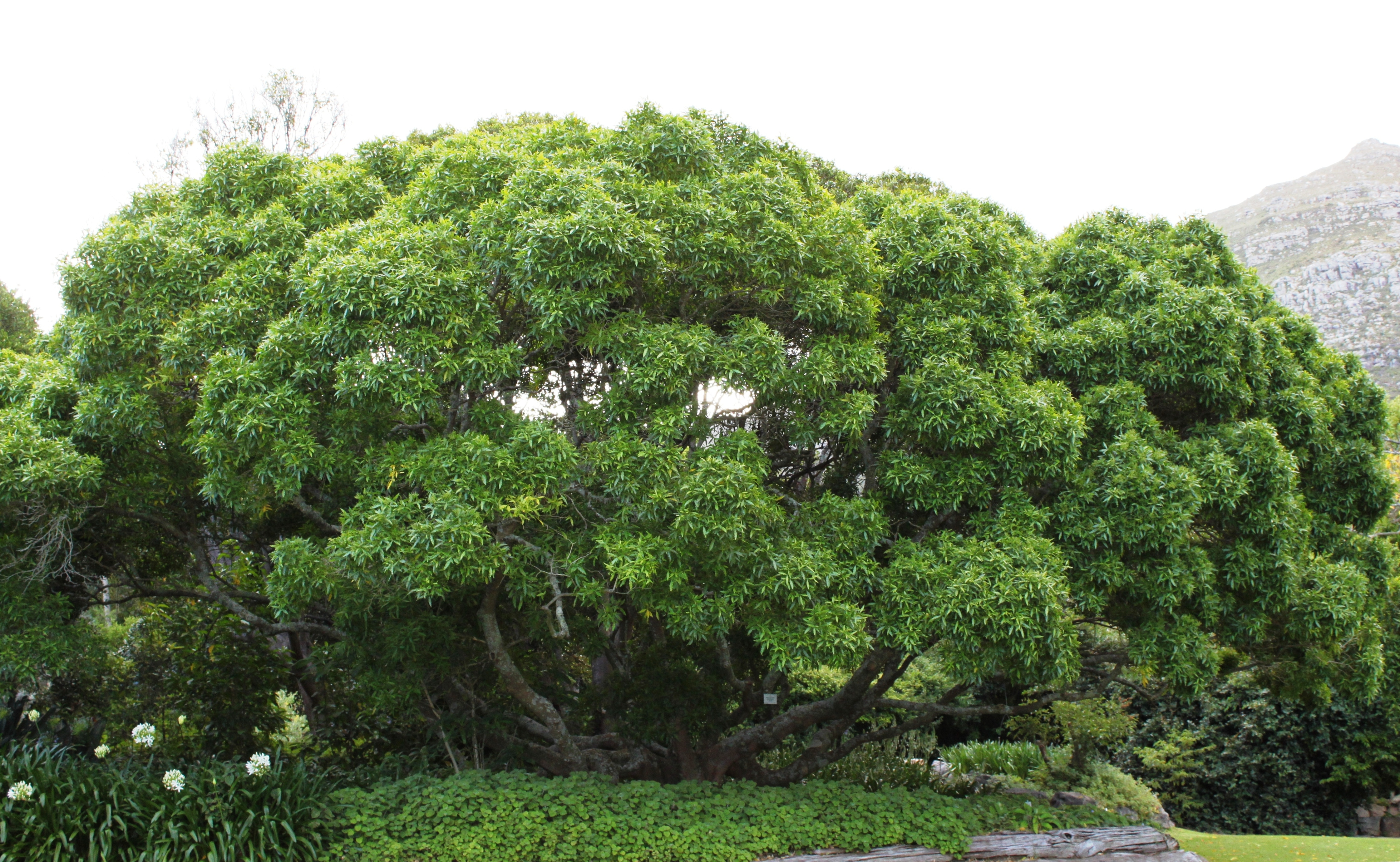
Vepris lanceolata, plante-hôte
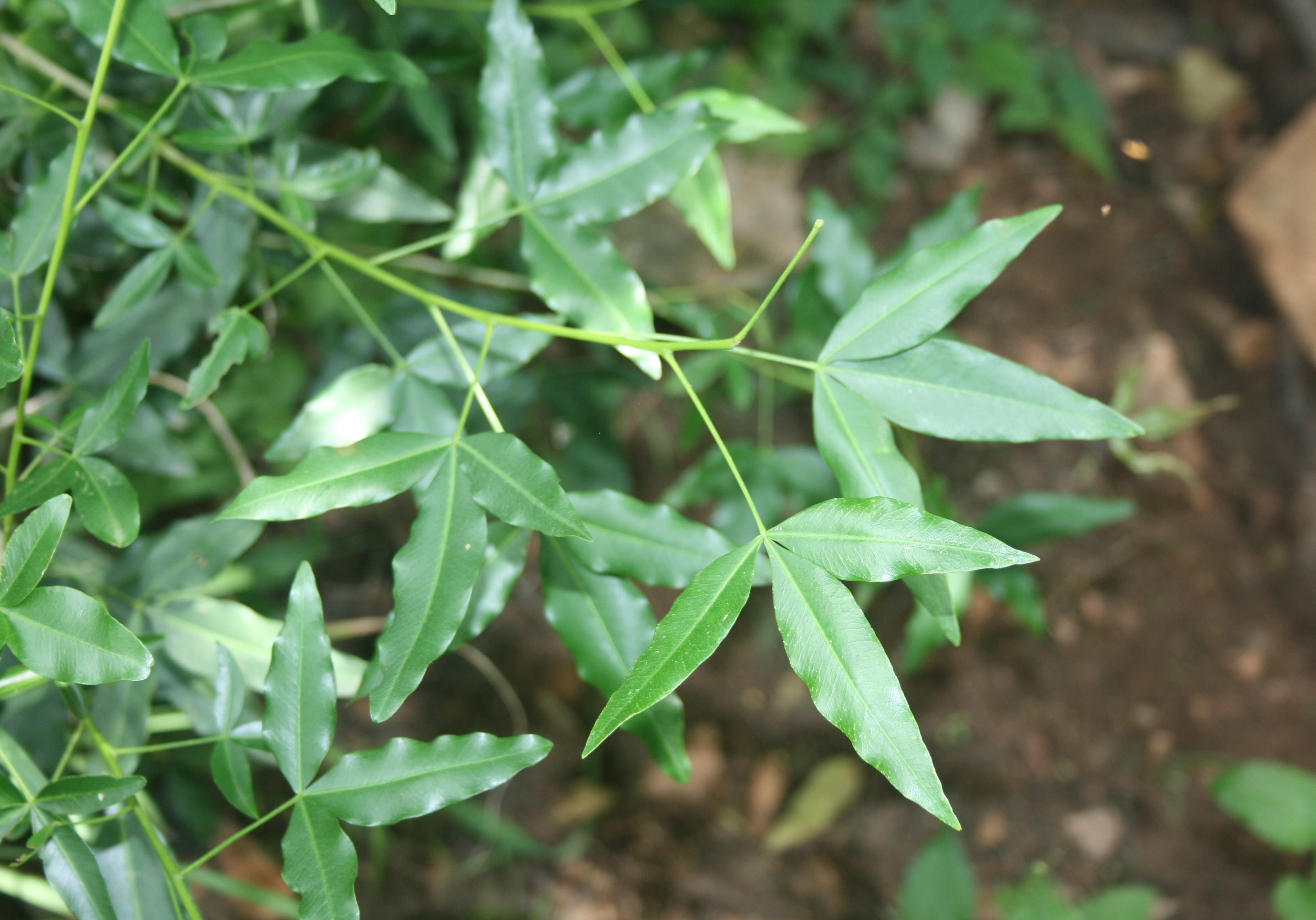
Vepris lanceolata, feuilles

## Habitat et répartition
Papilio constantinus est présent dans l'écozone afrotropicale, dans le quart sud-est de l'Afrique : République démocratique du Congo, Éthiopie, Somalie, Ouganda, Kenya, Tanzanie, Malawi, Zambie, Mozambique, Zimbabwe, Botswana, Afrique du Sud, Eswatini.

L'espèce vit dans les savanes et les forêts, du niveau de la mer jusqu'à 1400 m d'altitude pour la sous-espèce mweruana.

Écozone afrotropicale
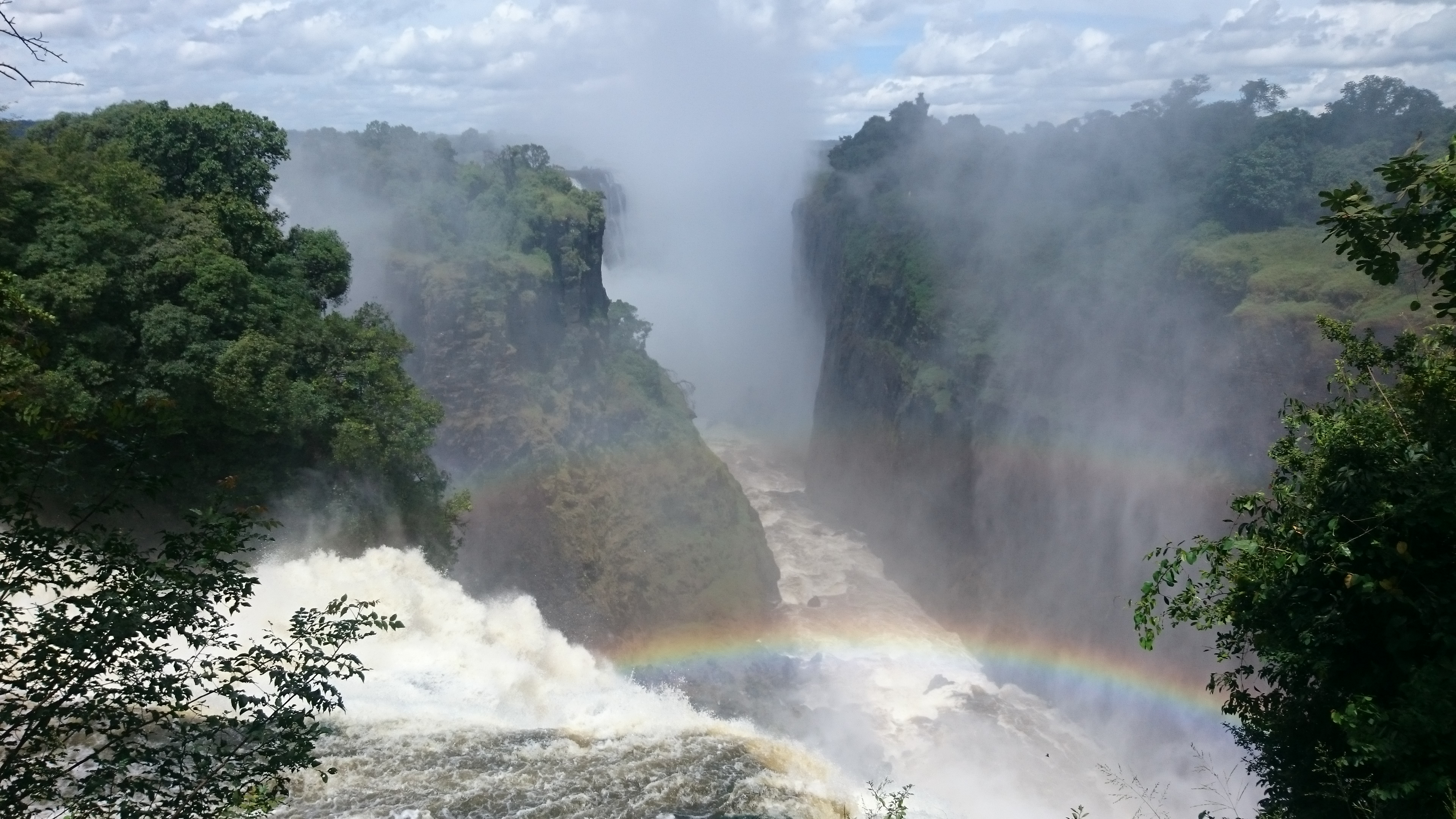
Chutes Victoria (Zimbabwe)
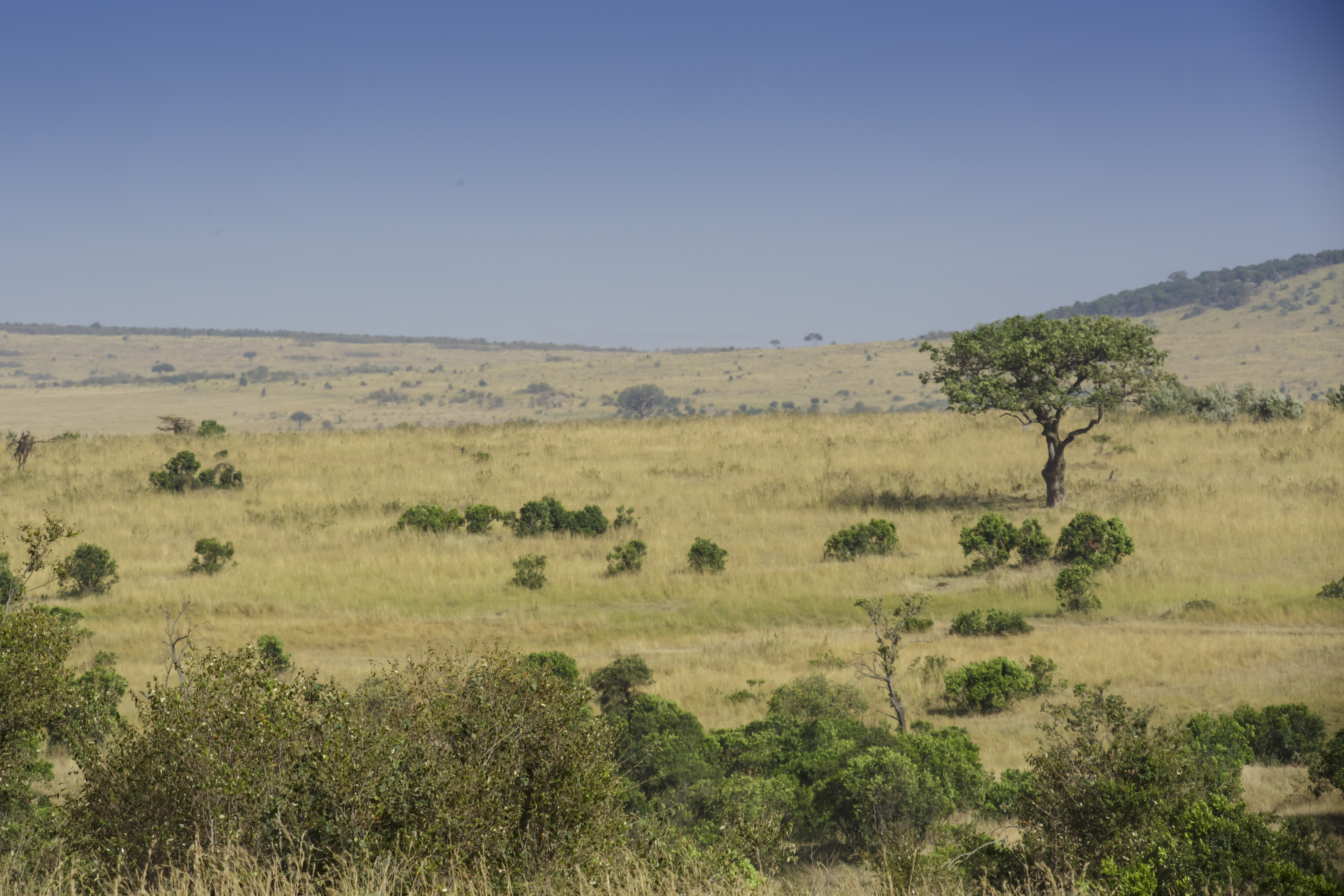
Savanes du Masai Mara (Kenya)

## Systématique
L'espèce Papilio constantinus a été décrite pour la première fois en 1871 par l'entomologiste Christopher Ward dans la revue Entomologist's Monthly Magazine. Ses plus proches parents sont Papilio dardanus et Papilio phorcas.

### Sous-espèces[1]
- P. constantinus constantinus : Ethiopie (sud-est), Somalie (sud), Ouganda, Kenya (côte), Tanzanie, Malawi, Zambie (sud et nord-est), Mozambique, Zimbabwe, Botswana (nord-est), Afrique du Sud (Limpopo, Mpumalanga, North West Province, Gauteng, KwaZulu-Natal – nord), Eswatini.
- P. constantinus lecerfi : Kenya (montagnes centrales et escarpement de Mau)
- P. constantinus mweruana : République démocratique du Congo (Lomami, Shaba), Tanzanie (ouest), Zambie (Copperbelt), Zimbabwe.

## Papilio constantinuset l'Homme

### Nom vernaculaire
Papilio constantinus est appelé en anglais " Dusty Handkerchief" ou encore "Constantine's Swallowtail".

### Menaces et conservation
Cette espèce n'est pas considérée comme menacée par l'UICN. Elle a une aire de répartition vaste et n'est pas menacée globalement.